# Slateng
Slateng is een bestuurslaag in het regentschap Jember van de provincie Oost-Java, Indonesië. Slateng telt 8630 inwoners (volkstelling 2010).